# Caió
Caió ist eine Kleinstadt im Westen Guinea-Bissaus mit 1189 Einwohnern (Stand 2009).
Der Ort ist Sitz des gleichnamigen Verwaltungssektors mit einer Fläche von 664 km² und 12.696 Einwohnern (Stand 2009).
Zum Sektor gehören auch einige vorgelagerten Inseln und Eilande, insbesondere Pecixe und das etwas kleinere Jeta.

## Kultur und Sehenswürdigkeiten
Im Sektor Caió herrscht die animistische Ethnie der Manjago (port. Manjaca) vor. Entsprechend haben sich hier bis heute eine Vielzahl überlieferter Bräuche und Riten erhalten.
Im dörflich wirkenden Caió gibt es kaum Sehenswertes, das lebendige Zentrum reduziert sich auf die offiziellen Gebäude und Verkaufsstände rund um den zentralen Platz mit Kreisverkehr in der Ortsmitte.
Bekannt sind dagegen die von Palmen umsäumten weißen Sandstrände auf den beiden Inseln des Sektors, Pecixe und Jeta. Touristische Infrastruktur wie Hotels oder Gastronomie gibt es dort jedoch noch nicht.

## Verkehr
Caió ist über eine nicht asphaltierte Straße (Lehmpiste) mit der östlich gelegenen, nächstgrößeren Stadt Canchungo verbunden. Für die 28 km werden dabei etwa eine Stunde mit dem Auto benötigt.
Der Sektor verfügt über einen Flugplatz auf der Insel Pecixe mit dem ICAO-Code GGPC.